# Енолаза-1
Енолаза-1 (англ. Enolase 1) – білок, який кодується геном ENO1, розташованим у людей на короткому плечі 1-ї хромосоми.  Довжина поліпептидного ланцюга білка становить 434 амінокислот, а молекулярна маса — 47 169.
| 10         |  | 20         |  | 30         |  | 40         |  | 50         |
| ---------- |  | ---------- |  | ---------- |  | ---------- |  | ---------- |
| MSILKIHARE |  | IFDSRGNPTV |  | EVDLFTSKGL |  | FRAAVPSGAS |  | TGIYEALELR |
| DNDKTRYMGK |  | GVSKAVEHIN |  | KTIAPALVSK |  | KLNVTEQEKI |  | DKLMIEMDGT |
| ENKSKFGANA |  | ILGVSLAVCK |  | AGAVEKGVPL |  | YRHIADLAGN |  | SEVILPVPAF |
| NVINGGSHAG |  | NKLAMQEFMI |  | LPVGAANFRE |  | AMRIGAEVYH |  | NLKNVIKEKY |
| GKDATNVGDE |  | GGFAPNILEN |  | KEGLELLKTA |  | IGKAGYTDKV |  | VIGMDVAASE |
| FFRSGKYDLD |  | FKSPDDPSRY |  | ISPDQLADLY |  | KSFIKDYPVV |  | SIEDPFDQDD |
| WGAWQKFTAS |  | AGIQVVGDDL |  | TVTNPKRIAK |  | AVNEKSCNCL |  | LLKVNQIGSV |
| TESLQACKLA |  | QANGWGVMVS |  | HRSGETEDTF |  | IADLVVGLCT |  | GQIKTGAPCR |
| SERLAKYNQL |  | LRIEEELGSK |  | AKFAGRNFRN |  | PLAK       |  |            |

A: Аланін

C: Цистеїн

D: Аспарагінова кислота

E: Глутамінова кислота

F: Фенілаланін

G: Гліцин

H: Гістидин

I: Ізолейцин

K: Лізин

L: Лейцин

M: Метіонін

N: Аспарагін

P: Пролін

Q: Глутамін

R: Аргінін

S: Серин

T: Треонін

V: Валін

W: Триптофан

Цей білок за функціями належить до репресорів, ліаз. 
Задіяний у таких біологічних процесах як гліколіз, транскрипція, регуляція транскрипції, активація плазміногену. 
Білок має сайт для зв'язування з іонами металів, ДНК, іоном магнію. 
Локалізований у клітинній мембрані, цитоплазмі, ядрі, мембрані.